# تپه کهنه ده سه کانی ۲
تپه کهنه ده سه کانی ۲ مربوط به سدهٔ ۱۰ تا ۱۲ ه.ق است و در شهرستان اشنویه، بخش مرکزی، دهستان دشت بیل، روستای سه کانی واقع شده و این اثر در تاریخ ۲۸ شهریور ۱۳۸۶ با شمارهٔ ثبت ۱۹۵۹۸ به‌عنوان یکی از آثار ملی ایران به ثبت رسیده است.